# Espálatro
Espálatro o Espalautra (en griego, Σπάλαυθρα) es el nombre de una antigua ciudad griega de Tesalia. 
El topónimo está relacionado con la palabra griega «σπάλαθρον», cuyo significado es «atizador», un instrumento que se utiliza en la lumbre de las chimeneas para avivar el fuego. Tal vez sea debido a la singular forma de la península donde se ubica la región de Magnesia.
Es mencionada en el Periplo de Pseudo-Escílax como una ciudad del territorio de Magnesia, junto con Yolco, Coracas, Metone y Olizón. Plinio el Viejo también la ubica en Magnesia. Una forma distinta del topónimo, «Παλαύθρων», aparece citada por Licofrón, que alude al territorio gobernado por Prótoo, uno de los caudillos de la guerra de Troya.
Su topónimo se cita en dos inscripciones de Demetríade del siglo II a. C., por lo que Espálatro formaba parte del área de influencia de esta ciudad. Sin embargo, no aparece mencionada por Estrabón entre las ciudades que se unieron para formar Demetríade.

Karl Müller sugirió que podría identificarse con el topónimo Peletronion mencionado por Estrabón y otras fuentes, pero tal identificación presenta los problemas de que a Peletronion se le sitúa en el monte Pelión y figura como el nombre de una gruta mientras a Espálatro, que era una ciudad, se la ubica a 30 km de dicho monte, en el golfo Pagasético.